# Пикиньи
Пикиньи (фр. Picquigny) — коммуна на севере Франции, регион О-де-Франс, департамент Сомма, округ Амьен, кантон Айи-сюр-Сомм. Расположена в 13 км к северо-западу от Амьена и в 7 км от автомагистрали А16 "Европейская", на левом берегу реки Сомма. На севере коммуны находится железнодорожная станция Пикиньи линии Лонго-Булонь.
Население (2018) — 1 317 человека.

## История
Первое поселение на месте нынешнего Пикиньи возникло ещё во времена галлов, в 1895 году здесь было обнаружено захоронение времён галло-римлян. В X—XI веках был известен под названиями  Pinquigniacum, Pinconii castrum, Pinchiniacum, затем Pinkinei и Pecquigny. 
В 942 году в Пикиньи произошла встреча герцога Вильгельма I Нормандского и графа Арнульфа Фландрского, оспаривавших в то время контроль над северной Францией. После мирных переговоров герцог Нормандский был убит по приказу Арнульфа, и это событие вошло в историю Франции как "засада в Пикиньи". 
В начале XIV века Пикиньи приобрёл статус коммуны. 29 августа 1475 году короли Франции Людовик XI и Англии Эдуард IV подписали в Пикиньи мирный договор, подведший черту под Столетней войной — король Франции согласился выплатить Эдуарду IV выкуп в обмен на его отказ от войны за французский трон.

## Достопримечательности
- Фрагменты шато Пикиньи XI века
- Коллегиальная церковь Святого Мартина XII-XVI веков, сочетание готики и пламенеющей готики

## Экономика
Уровень безработицы (2017) — 11,5 % (Франция в целом — 13,4 %, департамент Сомма — 15,9 %). 

Среднегодовой доход на 1 человека, евро (2018) — 20 510 (Франция в целом — 21 730, департамент Сомма — 20 320).

## Демография
Динамика численности населения, чел.

## Администрация
Пост мэра Пикиньи с 2001 года занимает коммунист Жозе Эрбе (José Herbet). На муниципальных выборах 2020 года  в 1-м туре с 85,04 % голосов победил список во главе с Антуаном Дельвилем (Antony Delville), в котором Жозе Эрбе был третьим номером, но мэром коммуны в 25 мая вновь был избран Эрбе.
| Период | Период | Фамилия        | Партия                  | Примечания |
| ------ | ------ | -------------- | ----------------------- | ---------- |
| 1977   | 1978   | Кристиан Дюфур |                         |            |
| 1978   | 1989   | Жан Эрви       |                         |            |
| 1989   | 2001   | Ромен Зюрек    |                         |            |
| 2001   |        | Жозе Эрбе      | Коммунистическая партия |            |

## Галерея

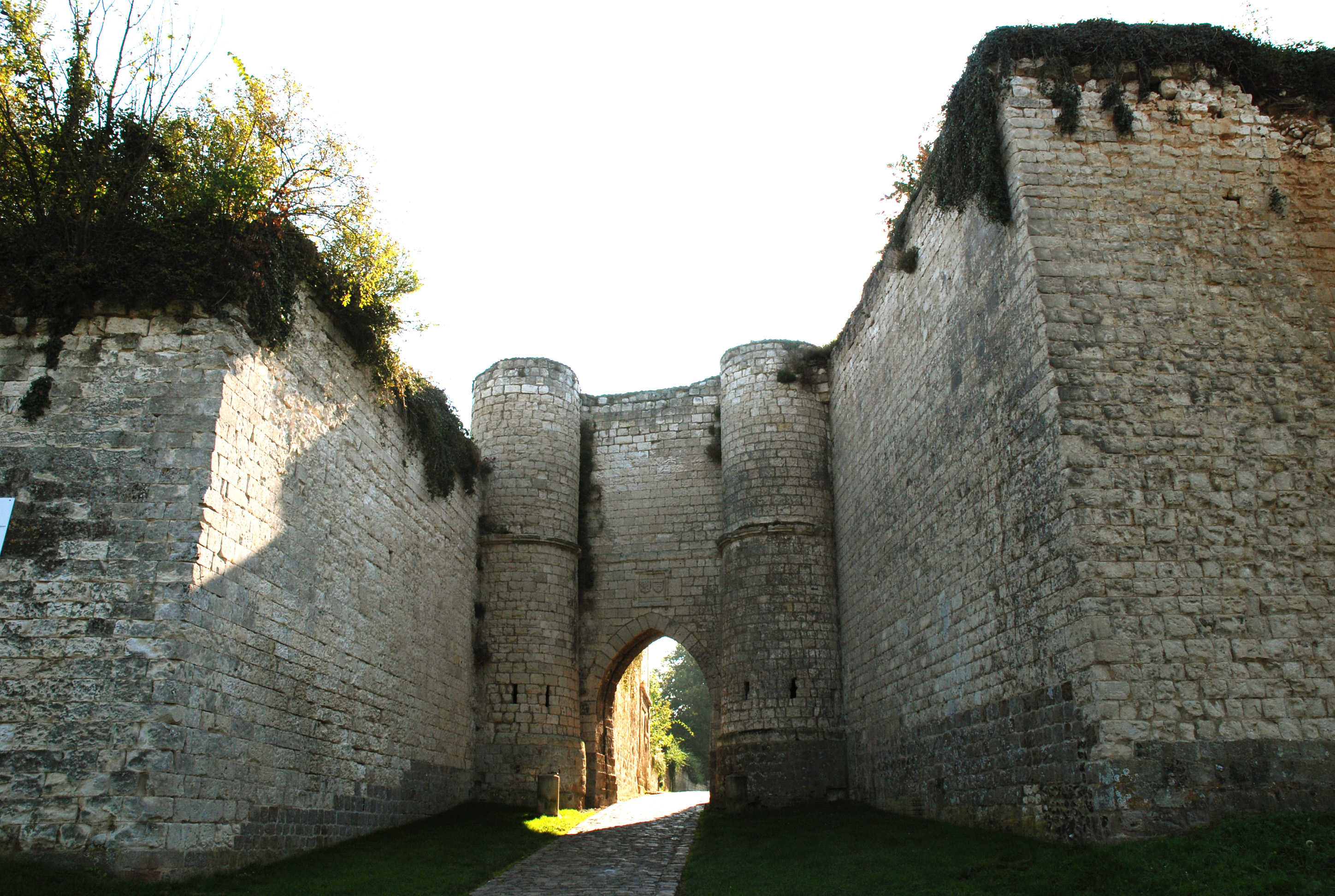
Сохранившиеся ворота в шато Пикиньи
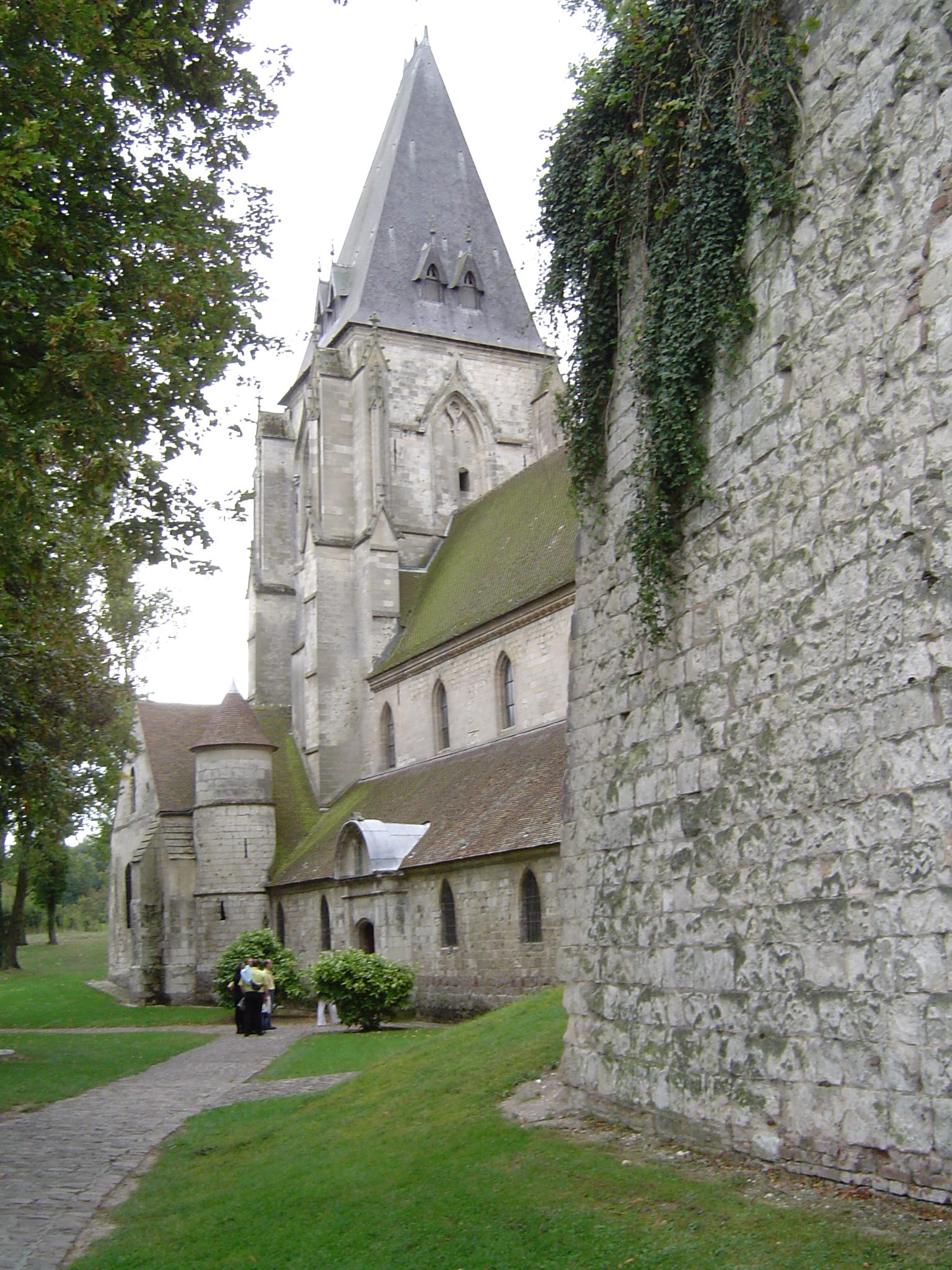
Церковь Святого Мартина
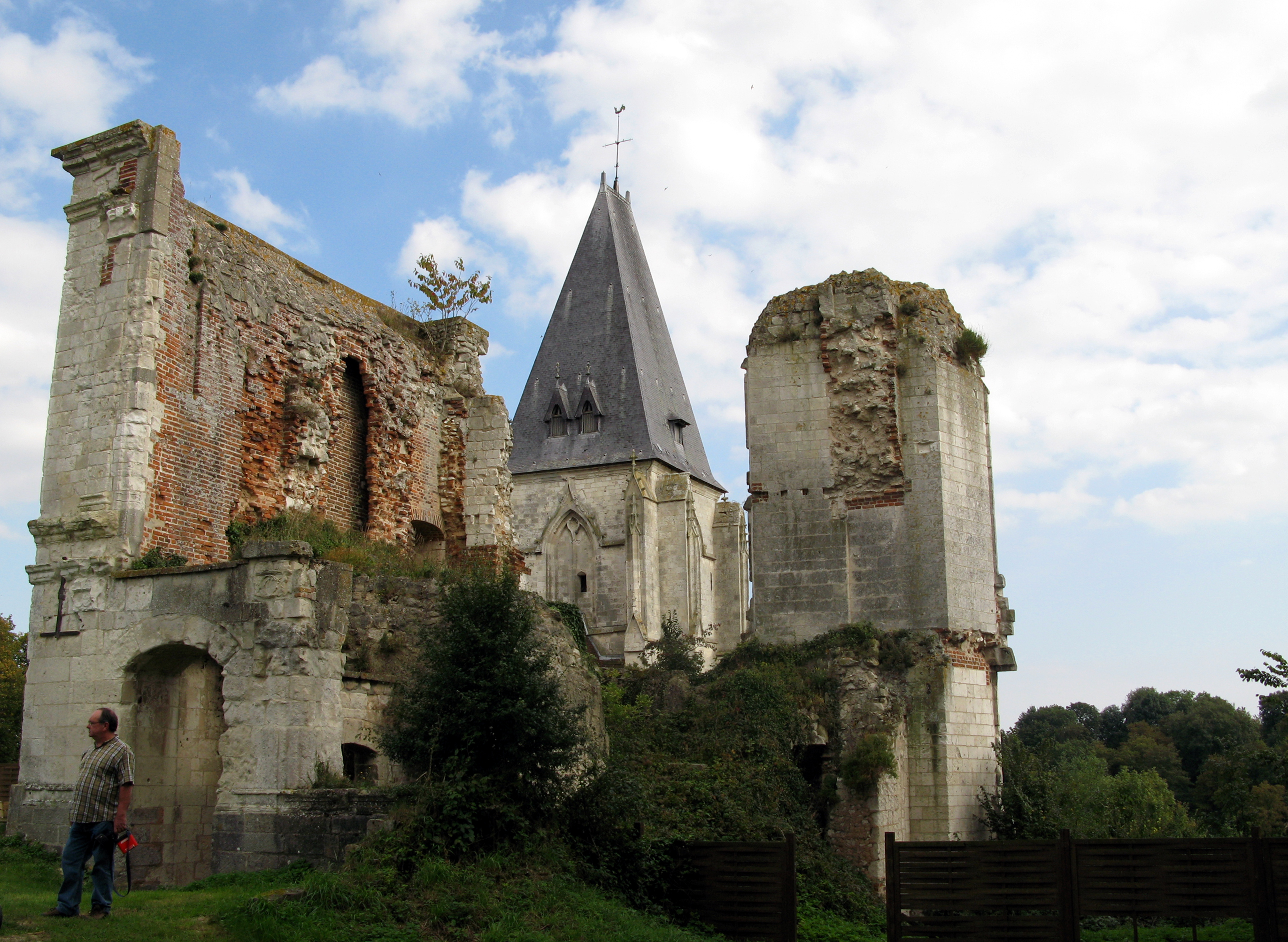
Руины шато

1. 1 2  база данных о французских коммунах — Национальный географический институт Франции, 2015.
2. ↑  https://data.geopf.fr/telechargement/download/GEOFLA/GEOFLA_2-2_COMMUNE_SHP_LAMB93_FXX_2016-06-28/GEOFLA_2-2_COMMUNE_SHP_LAMB93_FXX_2016-06-28.7z — 2016.